# Briańsk Wschodni
Briańsk Wschodni (ros. Брянск-Восточный) – węzłowa stacja kolejowa w miejscowości Briańsk, w obwodzie briańskim, w Rosji. Położona jest na linii Orzeł – Briańsk, z której możliwy jest tu zjazd na linię Moskwa – Briańsk – Kijów.